# Federico Flynn
Federico José Flynn Doyle (Rosario, 15 de marzo de 1894 - Rosario, 10 de diciembre de 1965) fue un futbolista argentino. Se destacó en Rosario Central, club del que luego fue presidente.

## Carrera como futbolista
Se desempeñaba como puntero derecho, y a su velocidad le sumaba un potente disparo, por lo que fue apodado "Cañón 42". Luego de pasar por diversos clubes de la Rosarina, Flynn llegó a Rosario Central en 1911. Debutó en un encuentro amistoso ante Alumni de Casilda, convirtiendo 6 goles. 
Sin embargo su primer encuentro por competencias oficiales sucedió recién en 1913. Ese año y el siguiente fueron los mejores en su carrera futbolística: en la final de la Copa Competencia 1913 consiguió uno de los tantos con los que Central derrotó a Argentino de Quilmes por 3-2, consiguiendo así el primer título nacional para el club en su historia. Tras sufrir varios problemas en una de sus rodillas, dejó el fútbol en 1918. Disputó al menos 33 partidos y marcó 8 goles, teniendo en cuenta que no se posee información estadística completa de aquella época del fútbol rosarino.

### Clubes
| Club                 | País      | Año       |
| -------------------- | --------- | --------- |
| Belgrano (Rosario)   | Argentina | ¿?        |
| Rosario Celtic       | Argentina | ¿?        |
| Provincial (Rosario) | Argentina | ¿?        |
| Rosario Central      | Argentina | 1911-1918 |

## Labor como Presidente de Rosario Central

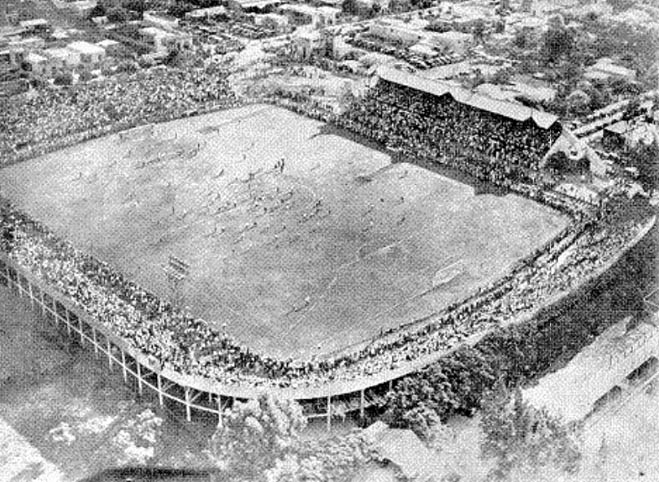
El estadio de Central en 1930: una de las grandes obras de Flynn.

Federico Flynn, aún jugador, inició su labor dirigencial como Secretario de Actas durante la presidencia de su hermano Tomás (quien también fuera futbolista del club). El mismo año de su retiro se hizo cargo de la presidencia de la institución con sólo 23 años.

### Logros durante su gestión presidencial[5]
- Separar definitivamente el club de la empresa de Ferro Carril y obtuvo permiso para ocupar los terrenos en los que se emplaza hoy día el Estadio Gigante de Arroyito (1925)
- La personería jurídica y la construcción de la primera tribuna de cemento en Rosario (1926)
- Colocar las torres de iluminación (1934)
- Trocar los terrenos que el club poseía en Pellegrini e Iriondo por los de Arroyito obteniendo así la titularidad de los mismos (1952)
- Lograr 1 título nacional oficial de AFA (Copa de Competencia 1920) y 6 títulos regionales oficiales.[n 1]
- Cuando retomó el cargo en 1951 el equipo había descendido de categoría, y tras un año pudo retornar al círculo máximo.
- Adquirir y construir el balneario conocido actualmente como Caribe Canalla
- Aumentar notablemente el caudal de socios. El club poseía 180 socios en 1918, mientras que cuando Flynn dejó la presidencia en 1965, este número ascendía a 40000.

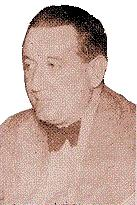
Flynn fue uno de los grandes presidentes de Rosario Central.

Fue presidente durante los períodos 1918-20, 1923-31, 1934-35 y 1951-65. Es el segundo presidente canalla con más años en el cargo, detrás de Víctor Vesco. También fue el primer presidente de la Asociación Rosarina de Fútbol en 1931.
El escultor ítalo-argentino Erminio Blotta (quien era simpatizante de Rosario Central) le dedicó dos de sus obras: una placa de bronce con su retrato, expuesta en el pasaje Federico Flynn, sito en el barrio de Arroyito Oeste y que fuera inaugurada el 10 de diciembre de 1968; y un busto, situado en el Estadio Gigante de Arroyito, inaugurado en 1969.

## Palmarés

### Como futbolista

#### Torneos nacionales oficiales
| Equipo          | País      | Título                          | Año  |
| --------------- | --------- | ------------------------------- | ---- |
| Rosario Central | Argentina | Copa de Competencia             | 1913 |
| Rosario Central | Argentina | Copa Dr. Carlos Ibarguren       | 1915 |
| Rosario Central | Argentina | Copa de Honor                   | 1916 |
| Rosario Central | Argentina | Copa de Competencia Jockey Club | 1916 |

#### Torneos locales oficiales
| Equipo          | País      | Título                          | Año  |
| --------------- | --------- | ------------------------------- | ---- |
| Rosario Central | Argentina | Federación Rosarina de Football | 1913 |
| Rosario Central | Argentina | Copa Vila                       | 1914 |
| Rosario Central | Argentina | Copa Damas de Caridad           | 1914 |
| Rosario Central | Argentina | Copa Vila                       | 1915 |
| Rosario Central | Argentina | Copa Damas de Caridad           | 1915 |
| Rosario Central | Argentina | Copa Vila                       | 1916 |
| Rosario Central | Argentina | Copa Damas de Caridad           | 1916 |
| Rosario Central | Argentina | Copa Vila                       | 1917 |

### Como presidente

#### Torneos nacionales oficiales
| Equipo          | País      | Título               | Año  |
| --------------- | --------- | -------------------- | ---- |
| Rosario Central | Argentina | Copa de Competencia  | 1920 |
| Rosario Central | Argentina | Segunda División AFA | 1951 |

#### Torneos locales oficiales
| Equipo          | País      | Título                                   | Año  |
| --------------- | --------- | ---------------------------------------- | ---- |
| Rosario Central | Argentina | Copa Vila                                | 1919 |
| Rosario Central | Argentina | Asociación Amateurs Rosarina de Football | 1920 |
| Rosario Central | Argentina | Copa Vila                                | 1923 |
| Rosario Central | Argentina | Copa Vila                                | 1927 |
| Rosario Central | Argentina | Copa Vila                                | 1928 |
| Rosario Central | Argentina | Copa Vila                                | 1930 |